# 故事的感覺
《故事的感覺》是陳慧嫻的首張粵語專輯，於1984年8月24日由法安利製作公司製作及出品，寶麗金唱片有限公司發行。

## 曲目
| 曲序     | 曲目                                      | 备注     |
| -------- | ----------------------------------------- | -------- |
| 1.       | 序言（純音樂）                            |          |
| 2.       | 多少柔情多少夢                            | 第二主打 |
| 3.       | 神秘的遊戲                                |          |
| 4.       | 人生的風浪                                |          |
| 5.       | 今天再不可（電影《我愛Lolanto》主題曲）   | 第三主打 |
| 6.       | Crazy Love                                |          |
| 7.       | 俏皮小天使 Let's Go（陳樂敏和黎芷珊合唱） |          |
| 8.       | 玻璃窗的愛                                | 第一主打 |
| 9.       | 青春的我誰可擋                            |          |
| 10.      | 熱愛                                      |          |
| 11.      | 今天再不可 II                             |          |
| 总时长： | 总时长：                                  | 37:07    |

## 發行版本
- 首版
- Compact Audio Cassette (1990)
- CD (1992)
- 寶麗金經典金曲系列
- 陳慧嫻精選：將陳慧嫻在寶麗金首2張粵語大碟+《少女雜誌》捆綁發售，1996年。
- 《從頭認識》版：《從頭認識》是將陳慧嫻在寶麗金前12張粵語大碟捆綁發售，2002年6月19日。
- 環球復黑版：2004年8月3日。
- SACD版：隨《頭號女神綻放期 SACD Collection Box Set》捆綁發售，2016年4月7日。
- 圖案彩膠版：2018年8月7日。
- 升級復黑王版：隨《青春之讚歌》Boxset捆綁發售，2021年9月20日。

## 音樂錄影帶
- 玻璃窗的愛
- 今天再不可

## 獎項
- 无线电视十大劲歌金曲第三季入选歌：《玻璃窗的爱》
- 香港電台十大中文金曲頒獎禮音樂會－最有前途新人獎